# 弟子屈町立弟子屈中学校
弟子屈町立弟子屈中学校（てしかがちょうりつ てしかがちゅうがっこう）は、北海道川上郡弟子屈町に所在する、公立中学校である。現在の生徒数は8学級（特別支援学級2学級）216名。釧路支庁によりへき地小規模校に分類されている。

## 歴史
1947年（昭和22年）5月、弟子屈村立弟子屈中学校として発足、同年7月に町制施行により弟子屈町立弟子屈中学校と改称した。1948年には校舎の一部を北海道庁立標茶農業高等学校の分校（定時制）（現北海道弟子屈高等学校）に貸した。1949年（昭和24年）、独立校舎が建設された。校舎は改築、大規模改造が行われたが耐震強度、断熱性が非常に低く老朽化が目立つようになった。
中学校と町内全小中学校向けの学校給食センター改築基本設計競技が行われた。
文部科学省よりエコスクールパイロット・モデル事業の認定校に選ばれ、国からの交付金、国土交通省のまちづくり交付金なども活用し、平成21年度に耐震改修、改築、給食センター改築に着工、2011年3月、新校舎が完成、校舎、体育館、給食センターが1つの建物に集約された。同年11月20日、記念式典が開催された。
鹿児島県東市来町（現日置市）出身の釧路土木現業所長が弟子屈町と阿寒湖を結ぶ阿寒横断道路（国道241号）の開通に関わったことから姉妹都市となった日置市の中学生との交流事業を行っている。
カラマツの集成材でできた天板の机が使われている。
摩周湖温泉街に2007年（平成9年）に完成したなんだろう橋の名前は一般公募された中から弟子屈中学校の生徒が応募したものである。

## アクセス
- JR摩周駅よりバス利用。

## 主な卒業生
- 和田禎嗣が全国中学校スケート大会の1000mで優勝[17]、その後2007年には冬季ユニバーシアード競技大会の代表に選ばれている[18]。